# Kim Jin-kyung
Kim Jin Kyung (nascida em 3 de março de 1997 em Seul, Coreia do Sul) é uma supermodelo sul-coreana.

## Biografia
Kim Jin Kyung nasceu em 3 de março de 1997 em Seul, na Coreia do Sul.
Mãe - Shin Yu Mi, estilista. Pai - Kim Sung Won, dona de uma rede de hotéis. Há uma irmã mais velha, Kim Da Kyung. Desde a infância, a menina participa de diversos desfiles e concursos de modelos.
Em 2016 ela ganhou o título de Supermodelo Coreana. Colabora com a agência de modelos ESteem.

## Parâmetros
Altura: 173 cm, peso: 51 kg, parâmetros: 81-60-89 cm.